# سطلی از صدف‌ها
سطلی از صدف‌ها (انگلیسی: A Basket of Clams) یک نقاشی آبرنگ مربوط به نیمهٔ سده ۱۹ از نقاش آمریکایی، وینسلو هومر است که امروزه در موزه متروپولیتن نیویورک و در شهر نیویورک قرار دارد. این نقاشی یکی از چند اثر هومر است که در شهر گلاستر ماساچوست نقاشی شده‌است. نقاشی نشانگر دو کودک است که هنگام پیاده‌روی در ساحل، سطلی حاوی صدف را حمل می‌کنند.